# Toiletten
Toiletten is de debuutnovelle uit 2003 van Niels 't Hooft. 

## Inhoud
De 83 pagina's tellende novelle vertelt het verhaal van de hoofdpersoon en zijn vriendinnetje Loes. Ze besluiten nadat ze elkaar pas een week kennen al samen te gaan wonen in een kamer die wordt aangeboden door een vriendin van Loes. De kamer is ontzettend klein, maar is opmerkelijk te noemen door twee deuren die beide naar een toilet leiden. Twee toiletten, zo'n kleine kamer, toch vreemd. Naarmate de novelle vordert verandert de prille verliefdheid al snel in gewenning en vervreemding. Zal de hoofdpersoon, zoals in het spel Final Fantasy, kiezen om te vluchten of te vechten?
Het boek werd een jaar later vertaald en uitgegeven in Duitsland.

## Ramsj
Op 26 maart 2006 kreeg de auteur tot zijn schrik te horen dat de resterende 1615 (van in totaal 3159 gedrukte) exemplaren van Toiletten door de shredder gehaald gaan worden. Na wat onderhandelingen met uitgever Querido koopt hij alle exemplaren op, om vervolgens op 29 maart op z'n weblog te melden dat hij zijn novelle zelf voor de helft van de prijs aanbiedt.
De journalist Hans Nijenhuis wijdde een artikel aan dit verhaal. De column verschijnt in de NRC Next van 31 maart en op 3 april is Niels meer dan 500 exemplaren kwijt via de enthousiaste mailers en wist Querido nog eens 750 exemplaren aan boekenwinkel de Slegte te verkopen. Daarnaast besloot de uitgever de novelles aan Niels te geven in plaats van te verkopen en zo won hij als eerste schrijver het gevecht met de shredder.